# Gargantillo
Gargantillo es una localidad del estado mexicano de Jalisco. Es parte del municipio de Tomatlán.

## Demografía
| Gráfica de evolución demográfica |
|                                  |

| Censo | Población |
| ----- | --------- |
| 1910  | 221       |
| 1921  | 226       |
| 1930  | 149       |
| 1940  | 45        |
| 1950  | 116       |
| 1960  | 161       |
| 1970  | 294       |
| 1980  | 1 080     |
| 1990  | 1 027     |
| 2000  | 1 102     |
| 2010  | 1 087     |
| 2020  | 1 046     |